# Anvillea
Anvillea là một chi thực vật có hoa trong họ Cúc (Asteraceae).

## Loài
Chi Anvillea gồm các loài: